# Perechyn (huyện)
Huyện Perechyn (tiếng Ukraina: Перечинський район, chuyển tự: Perechyns'kyi raion) là một huyện của tỉnh Zakarpattia thuộc Ukraina. Huyện Perechyn nằm ở phía tây của tỉnh Zakarpattia, có đường biên giới ngắn với Slovakia, có diện tích 631 kilômét vuông, dân số theo điều tra dân số ngày 5 tháng 12 năm 2001 là 31790 người với mật độ 50 người/km2. Trung tâm huyện nằm ở Perechyn.